# Neurocompressiesyndroom
Neurocompressie is een verschijnsel waarbij weefsels druk uitoefenen op één of meerdere zenuwen, bijvoorbeeld in de wervelkolom. Neurocompressie kan leiden tot verschillende klachten en complicaties, zoals het caudasyndroom.
Mogelijke oorzaken voor neurocompressie zijn:
- Een hernia
- Een tumor die druk uitoefent op een zenuw